# Kazimierz Jan Szczerba
Kazimierz Jan Szczerba, (ur. 9 maja 1949, zm. 20 lutego 2021) – polski psycholog, seksuolog, biegły sądowy, autor kilku książek z dziedziny seksuologii, doktor nauk humanistycznych.

## Życiorys
Po ukończeniu studiów na Uniwersytecie Jagiellońskim w 1972 pracował w poradniach zdrowia psychicznego. W latach 1997–2002 był kierownikiem takiej poradni we Wrocławiu. Później stworzył swój własny gabinet psychoterapii specjalizujący się w leczeniu nerwic, zaburzeń seksualnych oraz pomocy w rozwiązywaniu problemów małżeńskich i partnerskich.
W terapii przyjmował podejście synkretyczne, stosując metody głównie przez siebie wypracowane oraz – w sytuacjach tego wymagających – hipnoterapię.
Pochowany na Cmentarzu Grabiszyńskim (pole 16, rząd 16).

## Funkcje
- członek Zarządu Głównego Polskiego Towarzystwa Terapeutycznego (PTT)
- przewodniczący Sekcji Seksuologii PTT
- członek Polskiego Towarzystwa Psychologicznego
- członek założyciel Polskiego Towarzystwa Seksuologicznego.

## Twórczość
Książki:
- W kręgu Erosa i Psyche
- Wychowanie do życia w rodzinie
- Eros w tarapatach (współautor wraz ze Zbigniew Lew-Starowiczem
- podręcznik Nowoczesne wychowanie seksualne

Ponadto autor kilkunastu publikacji naukowych i kilkuset popularnonaukowych. Współpracował z prasą, m.in. Charaktery, Kobra, Polityka, Gazeta Wrocławska, Twój Styl i telewizją (TVP, TVN, Polsat).